# 灰色の街
「灰色の街」（はいいろのまち）は、日本のロックバンドACIDMANの29枚目のシングル。ユニバーサルミュージックより2020年6月3日より発売された。

## 概要
- 前作「ミレニアム」より約3年ぶり[3]となるシングルで、カップリングには2019年10月から12月にかけて行われた全国ツアー「ACIDMAN LIVE TOUR “創、再現”」最終公演の音源が全曲収録される。
- ジャケットは絵本作家西野亮廣の「えんとつ町のプペル」の新イラストが提供された。かねてより西野のファンだった大木が「ACIDMANが大切に温めてきた新曲『灰色の街』に、西野さんの世界観が重なったらより色付き、素晴らしいものになるだろう」との思いから西野にジャケット制作を依頼。楽曲を聴いた西野は、イラストレーターと共に制作を進めていた「えんとつ町のプペル」の新しいイラストと曲の世界観が合うと感じ提供を決めたという[4]。
- 初回盤には「手に取ってくれた1人1人が世界を色付けてくれますように」という願いからACIDMANオリジナルパッケージの花の種が封入されている[5]。
- 7月にシングル発売を記念したワンマンツアーを開催することを発表していたが、新型コロナウイルス（COVID-19）感染拡大の影響を受け、ツアー全公演を中止。それに伴いイープラスStreaming+で2020年7月11日に『『灰色の街』リリース記念プレミアムワンマンライブ “THE STREAMING”』と題した無観客ライブを配信することが発表された[6]。

## チャート成績
前作「ミレニアム」の累計売上を越える3,556枚を売り上げ、オリコンチャートにて初のシングルTOP10となる週間8位 を獲得した。また、シングルアルバムを通して週間チャートTOP10入りを果たすのは、2014年11月にリリースされたアルバム『有と無』以来約5年7か月ぶりとなる。

## 収録曲

### Disc 1
1. 灰色の街
  - 作詞・作曲：大木伸夫 編曲：ACIDMAN 弦編曲：四家卯大

フジテレビ系『Love music』5月度オープニングテーマ[8]。
2. SE 〜ACIDMAN LIVE TOUR “創、再現” in 新木場STUDIO COAST〜
3. 造花が笑う 〜ACIDMAN LIVE TOUR “創、再現” in 新木場STUDIO COAST〜
4. FREE WHITE 〜ACIDMAN LIVE TOUR “創、再現” in 新木場STUDIO COAST〜
5. シンプルストーリー 〜ACIDMAN LIVE TOUR “創、再現” in 新木場STUDIO COAST〜
6. SILENCE 〜ACIDMAN LIVE TOUR “創、再現” in 新木場STUDIO COAST〜
7. バックグラウンド 〜ACIDMAN LIVE TOUR “創、再現” in 新木場STUDIO COAST〜
8. to live 〜ACIDMAN LIVE TOUR “創、再現” in 新木場STUDIO COAST〜
9. at 〜ACIDMAN LIVE TOUR “創、再現” in 新木場STUDIO COAST〜
10. spaced out 〜ACIDMAN LIVE TOUR “創、再現” in 新木場STUDIO COAST〜

### Disc 2
1. 酸化空 〜ACIDMAN LIVE TOUR “創、再現” in 新木場STUDIO COAST〜
2. 香路 〜ACIDMAN LIVE TOUR “創、再現” in 新木場STUDIO COAST〜
3. 今、透明か 〜ACIDMAN LIVE TOUR “創、再現” in 新木場STUDIO COAST〜
4. アレグロ 〜ACIDMAN LIVE TOUR “創、再現” in 新木場STUDIO COAST〜
5. 赤橙 〜ACIDMAN LIVE TOUR “創、再現” in 新木場STUDIO COAST〜
6. 揺れる球体 〜ACIDMAN LIVE TOUR “創、再現” in 新木場STUDIO COAST〜
7. 飛光 〜ACIDMAN LIVE TOUR “創、再現” in 新木場STUDIO COAST〜
8. 培養スマッシュパーティー 〜ACIDMAN LIVE TOUR “創、再現” in 新木場STUDIO COAST〜
9. Your Song 〜ACIDMAN LIVE TOUR “創、再現” in 新木場STUDIO COAST〜
10. 灰色の街（En1） 〜ACIDMAN LIVE TOUR “創、再現” in 新木場STUDIO COAST〜
11. ある証明（En2） 〜ACIDMAN LIVE TOUR “創、再現” in 新木場STUDIO COAST〜